# Tour de France de 1927
O Tour de France 1927, foi a vigésima primeira versão da competição realizada entre os dias 19 de junho e 17 de julho de 1927.
Foi percorrida a distância de 5.321 km, sendo a prova dividida em 24 etapas. O vencedor alcançou uma velocidade média de 27,22 km/h.
Participaram desta competição 142 ciclistas, chegaram em Paris 39 ciclistas.
Nesta edição foi adotado um novo formato de competição, aonde as equipes largavam a cada 15 minutos. Como o público ficou sem condições de acompanhar o andamento da prova, este esquema não foi aprovado.

## Resultados

### Classificação geral

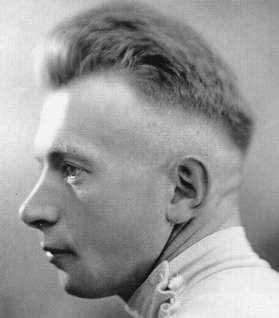
Nicolas Frantz
ciclista luxemburguês (1899-1985).

| Posição | Nome             | País       | Tempo velocidade média    |
| ------- | ---------------- | ---------- | ------------------------- |
| 1       | Nicolas Frantz   | Luxemburgo | 198h 16' 42" (27,22 km/h) |
| 2       | Maurice De Waele | Bélgica    | 1h 48' 21"                |
| 3       | Julien Vervaecke | Bélgica    | 2h 25' 06"                |
| 4       | André Leducq     | França     | 3h 02' 05"                |
| 5       | Adelin Benoit    | Bélgica    | 4h 45' 01"                |
| 6       | Antonin Magne    | França     | 4h 48' 23"                |
| 7       | Pé Verhaegen     | França     | 6h 18' 36"                |
| 8       | Julien Moineau   | França     | 6h 36' 17"                |
| 9       | Hector Martin    | Bélgica    | 7h 07' 34"                |
| 10      | Maurice Geldhof  | Bélgica    | 7h 16' 02"                |

### Etapas
| Etapa | Percurso                        | km  | Vencedor da etapa       | Líder classificação geral |
| 1ª    | Paris - Dieppe                  | 180 | Francis Pélissier       | Francis Pélissier         |
| 2ª    | Dieppe - Le Havre               | 103 | Maurice De Waele        | Francis Pélissier         |
| 3ª    | Le Havre - Caen                 | 225 | Hector Martin           | Francis Pélissier         |
| 4ª    | Caen - Cherburgo                | 140 | Camille Van de Casteele | Francis Pélissier         |
| 5ª    | Cherburgo - Dinan               | 199 | Ferdinand Le Drogo      | Francis Pélissier         |
| 6ª    | Dinan - Brest                   | 206 | André Leducq            | Ferdinand Le Drogo        |
| 7ª    | Brest - Vannes                  | 207 | Gustave Van Slembrouck  | Hector Martin             |
| 8ª    | Vannes - Les Sables d'Olonne    | 204 | Raymond Decorte         | Hector Martin             |
| 9ª    | Les Sables d'Olonne - Bourdeaux | 285 | Adelin Benoit           | Hector Martin             |
| 10ª   | Bourdeaux - Baiona              | 189 | Pé Verhaegen            | Hector Martin             |
| 11ª   | Baiona - Luchon                 | 326 | Nicolas Frantz          | Nicolas Frantz            |
| 12ª   | Luchon - Perpignan              | 323 | Maurice De Waele        | Nicolas Frantz            |
| 13ª   | Perpignan - Marselha            | 360 | Maurice De Waele        | Nicolas Frantz            |
| 14ª   | Marselha - Toulon               | 120 | Antonin Magne           | Nicolas Frantz            |
| 15ª   | Toulon - Nice                   | 280 | Nicolas Frantz          | Nicolas Frantz            |
| 16ª   | Nice - Briançon                 | 275 | Julien Vervaecke        | Nicolas Frantz            |
| 17ª   | Briançon - Évian-les-Bains      | 283 | Pé Verhaegen            | Nicolas Frantz            |
| 18ª   | Évian-les-Bains - Pontarlier    | 213 | Adelin Benoit           | Nicolas Frantz            |
| 19ª   | Pontarlier - Belfort            | 119 | Maurice Geldhof         | Nicolas Frantz            |
| 20ª   | Belfort - Estrasburgo           | 145 | Raymond Decorte         | Nicolas Frantz            |
| 21ª   | Estrasburgo - Metz              | 165 | Nicolas Frantz          | Nicolas Frantz            |
| 22ª   | Metz - Charleville              | 159 | Hector Martin           | Nicolas Frantz            |
| 23ª   | Charleville - Dunkerque         | 270 | André Leducq            | Nicolas Frantz            |
| 24ª   | Dunkerque - Paris               | 344 | André Leducq            | Nicolas Frantz            |

CR = Contra-relógio individual
CRE = Contra-relógio por equipes